# 30 décembre 1908
Le mercredi 30 décembre 1908 est le 365e jour de l'année 1908.

## Naissances
- Gérard Yvon (mort le 24 décembre 1970), personnalité politique française
- Jean-Roger Hubert (mort le 30 avril 1989), personnalité politique française
- Jules Vandooren (mort le 7 janvier 1985), footballeur français
- Mikhaïl Astachkine (mort le 14 septembre 1941), militaire soviétique

## Décès
- André Benoît Perrachon (né le 7 juillet 1828), peintre français
- Candid Hochstrasser (né le 22 novembre 1846), homme politique suisse
- Eugène Biraud (né le 3 juillet 1825), agriculteur français
- Eugène Crosti (né le 21 octobre 1833), professeur de chant au  Conservatoire national de musique de Paris